# 2016年9月

## 9月1日
- 近100萬人參加委內瑞拉反對派在首都加拉加斯發起的大規模示威遊行，要求舉行公民投票罷免總統尼古拉斯·马杜罗。[1]
- 俄羅斯特設天體物理台表示，2015年RATAN-600電波望遠鏡探測到的疑似來自HD 164595恆星系的無線電訊號，最有可能是來自地球。[2]
- SpaceX公司一枚獵鷹9號運載火箭在美国佛罗里达州卡纳维拉尔角空军基地發射台發生爆炸。火箭上搭载的一颗人造卫星被损毁，無人傷亡。[3]

## 9月2日
- 巴基斯坦馬爾丹市一間地方法院遭到自殺式炸彈襲擊，至少12人喪生，包括2名警察和4名律師。[4]
- 菲律賓南部达沃市發生爆炸，至少15人喪生。[5]
- 执政27年的乌兹别克斯坦总统伊斯兰·卡里莫夫于塔什干医院逝世，享年78岁[6]。

## 9月3日
- 孟加拉国商人、反對黨孟加拉國伊斯蘭大會黨（英语：Bangladesh Jamaat-e-Islami）前領導人米爾·卡西姆·阿里（英语：Mir Quasem Ali）被執行絞刑處死，該國法院於2014年判決他在1971年孟加拉国解放战争期間犯有戰爭罪行。[7]

## 9月4日
- 2016年香港立法會選舉進行投票。[8]
- 德國梅克倫堡-前波美拉尼亞州舉行州議會選舉。[9]
- 2016年二十国集团领导人峰会在中国杭州举行。
- 教宗方濟各在梵蒂岡宣佈1997年逝世的诺贝尔和平奖得主特蕾莎修女被封為聖人。[10]
- 英國為紀念倫敦大火350週年，於泰晤士河上焚燒一個120米長的木製1666年倫敦城模型，有大量民眾在河岸圍觀[11][12]。1666年，倫敦八成建築物於是次火災燒毀，十萬人無家可歸[13]。

## 9月5日
- 伊斯兰国在敘利亞政府控制區的三個城市及庫爾德人控制的哈塞克市發動炸彈襲擊，至少40人喪生。[14]

## 9月6日
- 台风狮子山席卷朝鲜，引发山洪，死亡人数上升至至少114人，44000多人流离失所。[15]
- 叙利亚政府军被指在阿勒坡发动氯气袭击，超過100人受傷，氯氣彈爆炸時造成1人喪生。[16]敘利亞外交部於9月8日發表聲明，否認政府軍近期曾經使用毒氣彈，指責是反對派武裝和極端組織使用毒氣彈並嫁禍政府軍。[17]

## 9月7日
- 國際帕拉林匹克委員會一致投票决定禁止俄罗斯（英语：Russia at the 2016 Summer Paralympics）参加2016年夏季残疾人奥林匹克运动会，俄罗斯不服裁决，向国际体育仲裁院和瑞士联邦最高法院申诉，但两大机构维持了委员会的裁决。[18]

## 9月8日
- 苹果公司召开特别活动，iPhone 7、iPhone 7 Plus、Apple Watch Series 2和iOS 10等新品亮相。[19]
- 开幕式（英语：2016 Summer Paralympics opening ceremony）于巴西里约热内卢马拉卡纳体育场举行。[20]
- 阿富汗塔利班武裝分子攻入中部乌鲁兹甘省首府塔林科特。[21]
- 貝寧城市科托努郊區一處廢物焚燒場燒燬變質麵粉時發生爆炸，造成近100人死亡。[22]

## 9月9日
- 朝鲜於豐溪里核試驗場進行2016年以來第二次核試爆，造成5.3級地震。[23]

- 毛澤東逝世40週年。中國官方對此異常沉默，而且沒有任何紀念活動[24]。

## 9月10日
- 拉夫·達茲執導的《離去的女人》於第73屆威尼斯影展獲得金獅獎，為菲律賓第一部獲得三大影展最高榮譽的電影。[25]

## 9月11日
- 2016年克羅地亞國會選舉進行投票。[26]
- 中華民國的著名森林遊樂區--溪頭森林遊樂區(由行政院農業部林務局委託台灣大學森林系所屬的實驗林研究室照管)，裏頭的地標一株約2800年的神木(樹種：紅檜)因先前已被耦朽菌給寄生造成枝幹中空，加上連日天雨，終於導致此樹倒伏，壓傷三名遊客，造成一重傷二輕傷。台大實驗林研究室正努力保存有生機的苗株，待日後扦插復種。在清理過程中，意外發現已瀕臨絕種的目賊芋科台灣特有種-台灣目賊芋。

## 9月12日
- 美國與俄羅斯最新達成的叙利亚内战停火協議於9月12日宰牲節日落時生效後，敘利亞境內仍有零星戰鬥。[27]
- 2016年9月12日，联合国援引朝鲜官网公布的数据发表声明称近期发生在朝鲜的洪水灾害已造成至少133人遇难、395人失踪、超过10万人逃离家乡、3万多件房屋和8700余间公共建筑被毁、上万公顷农田被淹。[28][29]
- 韓國慶州市附近發生有記錄以來朝鮮半島最強烈地震，無人死亡。韓國氣象局表示震級為里氏5.8級，美国地质勘探局表示為里氏5.4級。[30]

## 9月13日
- 辽宁贿选案。全国人大常委会决定：辽宁省人大选举产生的45名十二届全国人大代表当选无效[31]。
- 阿里巴巴员工抢月饼被开除。阿里巴巴公司中秋节进行了一个内部抢月饼活动，四名安全部门技术人员编写网页脚本抢到124盒月饼，行为曝光后被阿里公司开除。[32]

## 9月14日
- 欧足联在希腊雅典召开大会，斯洛文尼亚足协主席亚历山大·切费林当选欧足联新任主席。[33]
- 俄羅斯國防部宣稱俄羅斯空軍於9月13日在敘利亞巴尔米拉以北炸死250名伊斯兰国武裝分子。[34]

## 9月15日
- 在当地时间晚上22时04分，长征二号FT2运载火箭点火，载着天宫二号从酒泉卫星发射中心发射。约575秒后，天宫二号与火箭成功分离，进入预定轨道，发射取得成功。[35]

## 9月16日
- 巴基斯坦莫赫曼德特区一間清真寺遭到自殺式炸彈襲擊，至少36人喪生。巴基斯坦塔利班分支「自由人黨」承認策動襲擊。[36]

## 9月17日
- 美國領導的聯軍空襲在代尔祖尔對抗伊斯兰国的敘利亞政府軍，至少62名敘軍喪生。[37]美國方面表示是誤炸，不是蓄意攻擊敘政府軍目標，[37]但敘利亞總統巴沙爾·阿薩德認為聯軍是蓄意攻擊敘政府軍。[38]
- 美國紐約市曼哈頓切爾西發生炸彈爆炸，造成29人受傷。[39]

## 9月18日
- 2016年俄羅斯國家杜馬選舉進行投票。[40]
- 印度查谟-克什米尔邦一個軍事基地在黎明時份遭到武裝分子襲擊，至少17名印度士兵和4名襲擊者喪生。[41]
- 德國柏林州舉行州議會選舉，德國另類選擇首次在柏林州議會取得議席。[42]

## 9月19日
- 美俄兩國早前促成的叙利亚内战停火以失敗告終，敘利亞軍方宣佈停火屆滿，並指責反對派沒有遵守停火協議。[43]
- 刚果民主共和国的反對派在首都金沙薩舉行反政府示威遊行，示威者與軍警發生衝突，反對派表示有50人喪生。[44]

## 9月20日
- 2016年約旦國民議會眾議院選舉進行投票。[45]

## 9月21日
- 一艘載有約600名偷渡客的船隻在埃及布海拉省附近的地中海懷疑因超載沉沒，至少162人喪生，163人獲救，其餘乘員生死不明。據報該船的目的地可能是意大利。[46]

## 9月22日
- 雅虎公司披露，黑客在2014年底的一次網路攻擊竊取了該公司5億用戶的帳號資料，雅虎相信黑客的行動受某國政府支持。[47]

## 9月25日
- 位於中國貴州省平塘县的500米口径球面射电望远镜啟用，是至今為止世界上最大的單口徑射电望远镜。[48]

## 9月26日
- 2016年美国总统大选首场电视辩论于纽约霍夫斯特拉大学举行[49]。
- 2016年民進黨政府確定續發年終慰問金，時代力量立委黃國昌於立法院質詢時批評，與中低收入戶相關的預算比去年少了5%，年終慰問金居然還繼續發，「分配正義在哪裡？」[50]。

## 9月27日
- 曾于20世纪90年代用轻工产品从俄罗斯换回4架图-154飞机的中国民营企业家牟其中从武汉洪山监狱出狱。[51]

## 9月28日
- 前以色列总理、总统西蒙·佩雷斯因病去世，享年93岁。[52]
- 因受台风鲇鱼的影响，中国浙江省遂昌发生了山体滑坡事件。大约有27人失踪。[53]
- 美国国会投票推翻总统奥巴马对《对恐怖主义资助者实行法律制裁法案》（簡稱「911法案」）的否决。该法案允许911恐怖袭击事件死难者的家属向沙特阿拉伯索償。参议院以97比1、众议院以348比77的压倒多数推翻了总统对911法案的否决，是國會兩院首次以三分之二多數推翻奥巴马对一项议案的否决。[54]
- 美軍無人飛機在索馬里中部誤炸索馬里政府軍，造成22名士兵喪生。[55]

## 9月29日
- 云南会泽特大杀人案告破，警方于昆明成功抓获犯罪嫌疑人杨清培。[56]

## 9月30日
- 前广东省人民政府副省长、广州市市长、中共广州市委书记万庆良受贿案于南宁市中级人民法院宣判，万庆良被判无期徒刑，剥夺政治权利终身，个人财产全部没收[57]。